# Elaeocarpus variabilis
Elaeocarpus variabilis är en tvåhjärtbladig växtart som beskrevs av Zmarzty. Elaeocarpus variabilis ingår i släktet Elaeocarpus och familjen Elaeocarpaceae. Inga underarter finns listade i Catalogue of Life.